# Escola Regional Dr. José Dinis da Fonseca
A Escola Regional Dr. José Dinis da Fonseca, mais conhecida como Colégio da Cerdeira, é um colégio português.

## História

### Formação
A Escola Regional Dr. José Dinis da Fonseca abriu as portas aos primeiros alunos, em 1931, com dois grupos, um do Curso Liceal, outro da Instrução Primária, assim se denominava, naquele tempo. Para o efeito, utilizaram os seus fundadores as instalações de um edifício, doado pelo desembargador Dr. José Dinis da Fonseca, daí a razão do nome da escola.
Os entusiastas pela criação de uma escola, numa zona rural de tão escassos recursos, foram alguns membros da família Dinis da Fonseca, sobrinhos do citado desembargador, nomeadamente o Sr. Dr. Alberto, um intelectual formado em Direito e bem conhecido na Guarda, e o Dr. Joaquim Dinis da Fonseca, também formado e que foi Secretário de Estado dos Assuntos Sociais, gabinete que, na altura, não era gerido por qualquer Ministro. E como bons cristãos que eram, colaboravam maravilhosamente, com o então bispo auxiliar da Guarda e Fundador da Liga dos Servos de Jesus, D. João de Oliveira Matos. De facto, foram pessoas que decidiram ingressar nessa Obra Diocesana, fundada pelo referido prelado, que passaram a orientar a escola.
Dignas de destaque, neste empreendimento, são Maria Cândida Dinis da Fonseca e Maria Rita Guimarães Pestana Dinis da Fonseca, tia e sobrinha, respectivamente. Melhoraram-se e ampliaram-se as instalações e, em 1952, abriu, definitivamente, o ensino liceal, só para meninas. O alvará dava direito ao ensino do 1º, 2º e 3º Ciclos, usando a designação actual.
A lotação da escola teve o seu auge na época em que muitas famílias desta zona emigraram, pois deixavam as filhas aqui entregues, uma vez que sempre teve internato feminino.

### Actualidade
O ensino é actualmente custeado pelo Ministério da Educação Português. O lema foi sempre Educar/Formar crianças e jovens e não angariar riqueza. O Colégio da Cerdeira, durante muito tempo, distinguiu-se pela qualidade do ensino e da educação. Digam-no os arquivos das Escolas da Guarda, Santa Clara, no 2º Ciclo e Afonso de Albuquerque, no 3º. E muitas senhoras se distinguem pelo país fora e não só, pelo valioso contributo que prestaram e prestam à sociedade, após terem passado aqui nove ou cinco anos, recebendo formação não só científica, mas integral.
A escola aderiu, logo que foi possível, às novas tecnologias e o seu uso tornou-se extensivo, de imediato, aos alunos. Em 2004, foi autorizado, na Escola, o regime de coeducação pelo que passou a ter um número considerável de alunos externos, uma vez que só as meninas podem optar pelo internato.
Preza-se de ter incentivado e ajudado muita gente de zonas rurais pobres a aceder a formação, o que, sem este colégio, só seria possível nas grandes cidades, e, de cujo privilégio, muitas das alunas não teriam podido usufruir.